# Do No Harm (Lost)
"Do No Harm" é o vigésimo sétimo episódio de Lost. É o segundo episódio da primeira temporada da série. Foi dirigido por Stephen Williams e escrito por Janet Tamaro. Foi ao ar originalmente em 6 de Abril de 2005, pela ABC. O episódio foca o flashback em Jack Shephard.

## Sinopse
Jack se esforça para salvar Boone, porém, após várias horas, ele não resiste aos ferimentos e morre. Ao mesmo tempo, Claire entra em trabalho de parto e, na falta de Jack, Kate o faz sozinha. Shannon está em um encontro surpresa com Sayd. Jack lembra de seu casamento com a mulher de quem salvara a vida e de sua dificuldade em lidar com a derrota e aceitar suas limitações.